# ランドネット (企業)
株式会社ランドネット（英: LANDNET Inc.）は、東京都豊島区の不動産会社。

## 概要
株式会社ランドネットは、不動産投資事業や投資用中古マンションの売買・売買仲介・賃貸・賃貸仲介・賃貸管理から不動産コンサルティング、不動産投資セミナーの開催、不動産賃貸事業、リノベーション事業・リフォーム事業、不動産クラウドファンディング事業などを手がける会社。
投資用ワンルームマンションの取引高・契約件数において、業界内トップクラスを誇る。エン・ジャパン株式会社より若手ホワイト企業認定。株式会社東京商工リサーチの区分マンション直接仕入件数調査にて4年連続業界1位。
経営理念に「全従業員の心物両面の幸福を追求すると同時に、人類・社会の進歩発展に貢献する」、企業理念に「最新のテクノロジーと独自のデータベースを活用し、日本全国の不動産を流通・再生・運用し、世界を変える」を掲げ、投資用不動産を中心とした物件の仕入れから、不動産の売買、賃貸管理、リフォーム・リノベーションまでワンストップで事業展開している。
2004年に不動産賃貸管理業、2008年にリフォーム・リノベーション事業、2010年には海外向けに不動産売買事業と新規事業を立ち上げ、成長してきた。
2021年7月には東京証券取引所JASDAQスタンダード市場に新規上場している。
2024年に開催された個人投資家向けIRセミナーにて、会社規模の拡大に伴いファミリータイプの物件への取り扱いを広げているという発表がなされた。また代表取締役の榮は、千葉県での支店開設も検討していると発言している。

## 沿革
- 1999年9月、東京都豊島区東池袋において、不動産の販売、仲介及び賃貸管理等を目的として株式会社ランド・ネット（資本金1,000万円）を設立
- 2001年8月、本社を東京都豊島区西池袋五丁目に移転
- 2004年7月、不動産の賃貸管理業を開始
- 2005年7月、本社を東京都豊島区西池袋三丁目に移転
- 2005年9月、商号を株式会社ランドネットに変更
- 2008年11月、中古不動産の再生を目的としてリフォーム・リノベーション事業を開始[7]
- 2010年6月、台湾・香港を中心とした海外向けに不動産売買事業を開始
- 2013年1月、本社を東京都豊島区南池袋一丁目に移転
- 2013年7月、台湾と香港に不動産売買事業強化を目的とした現地法人を設立
- 2016年2月、神奈川県横浜市に横浜支店を開設
- 2018年2月、大阪府大阪市に大阪支店を開設
- 2019年5月、本社を現住所の東京都豊島区南池袋一丁目に移転
- 2019年6月、ISO/IEC 27001(ISMS)認証を取得
- 2021年7月、東京証券取引所JASDAQスタンダード市場に新規上場[8]
- 2021年12月、福岡県福岡市に福岡支店を開設
- 2022年3月、経済産業省が定める「DX認定事業者」の認定を取得
- 2022年4月、本社オフィスを増床
- 2022年5月、大阪支店を大阪府大阪市北区大深町4番(現住所）に移転
- 2024年11月、東京都渋谷区に渋谷支店を開設

## 免許番号
- 宅地建物取引業 国土交通大臣（2）第8622号
- 建設業 東京都知事許可（般－30）第150058号
- 不動産特定共同事業 第1号事業者 許可番号 東京都知事 第117号
- 古物商許可証　東京都公安委員会　第305512116337号
- 産業廃棄物収集運搬業 東京都許可 第1300219874号、埼玉県許可 第01100219874号、神奈川県許可 第01400219874号、千葉県許可 第01200219874号

## 登録番号
- 賃貸住宅管理業 国土交通大臣（2）第000083号
- マンション管理業 国土交通大臣（2）第034068号
- 二級建築士事務所 東京都知事登録 第15779号

## 加盟団体
- 公益社団法人 全国宅地建物取引業協会連合会
- 公益社団法人 全国宅地建物取引業保証協会
- 公益財団法人 東日本不動産流通機構
- 公益財団法人 日本賃貸住宅管理協会
- 一般社団法人 不動産証券化協会 準会員
- 一般社団法人 リノベーション協議会
- 国土交通省 不動産ID官民連携協議会

## 関連会社
- 株式会社ランドインシュア
- 株式会社ランドネット九州
- 日昇房屋有限公司
- 日商朗透房屋股份有限公司